# ديفيد هيل (مؤلف)
ديفيد هيل (بالإنجليزية: David Hill)‏ (24 يونيو 1942، نيبيار في نيوزيلندا)؛ كاتب مسرحي، كاتب للأطفال، صحفي، مؤلف، كاتب وروائي نيوزيلندي.